# Leptopoecile
Leptopoecile is een geslacht van zangvogels uit de familie mezen (Aegithalidae).

## Soorten
Het geslacht kent de volgende soorten:
- Leptopoecile elegans – Kuifhaantje
- Leptopoecile sophiae – Struikhaantje